# Za Gajem
Za Gajem – zniesiona nazwa osady w Polsce, położona w województwie mazowieckim, w powiecie przysuskim, w gminie Borkowice.
Nazwa miejscowości została zniesiona z 2022 r.
W latach 1975–1998 osada administracyjnie należała do województwa radomskiego.